# KNVB beker 1999-2000
La KNVB beker 1999-2000 (chiamata Amstel Cup per motivi di sponsorizzazione) fu l'ottantaduesima edizione della Coppa dei Paesi Bassi di calcio.

## Fase a gruppi
Giocata tra il 31 luglio e il 31 agosto 1999.
Group 1
| Team                 | Pts |
| -------------------- | --- |
| 1. Fortuna Sittard E | 9   |
| 2. FC Eindhoven 1    | 6   |
| 3. OJC Rosmalen A    | 3   |
| 4. BVV Barendrecht A | 0   |

Group 2
| Team                  | Pts |
| --------------------- | --- |
| 1. De Graafschap E    | 9   |
| 2. Quick '20 A        | 4   |
| 3. IJsselmeervogels A | 2   |
| 4. RKSV Babberich A   | 1   |

Group 3
| Team                 | Pts |
| -------------------- | --- |
| 1. Groningen 1       | 9   |
| 2. Heracles Almelo 1 | 6   |
| 3. VV Appingedam A   | 3   |
| 4. DVS '33 A         | 0   |

Group 4
| Team              | Pts |
| ----------------- | --- |
| 1. MVV E          | 9   |
| 2. VV Eijsden A   | 4   |
| 3. SV Panningen A | 3   |
| 4. SV Meerssen A  | 1   |

Group 5
| Team              | Pts |
| ----------------- | --- |
| 1. NEC E          | 9   |
| 2. Be Quick '28 A | 6   |
| 3. VVOG A         | 3   |
| 4. HSC '21 A      | 0   |

Group 6
| Team                | Pts |
| ------------------- | --- |
| 1. RKC Waalwijk E   | 9   |
| 2. HSV Hoek A       | 4   |
| 3. RKSV Halsteren A | 2   |
| 4. RKSV Leonidas A  | 1   |

Group 7
| Team              | Pts |
| ----------------- | --- |
| 1. ADO Den Haag 1 | 9   |
| 2. Sparta E       | 6   |
| 3. VSV TONEGIDO A | 1   |
| 4. ARC A          | 1   |

Group 8
| Team               | Pts |
| ------------------ | --- |
| 1. Utrecht E       | 9   |
| 2. SV Spakenburg A | 6   |
| 3. SV Argon A      | 3   |
| 4. USV Elinkwijk A | 0   |

Group 9
| Team               | Pts |
| ------------------ | --- |
| 1. FC Volendam 1   | 4   |
| 2. Telstar 1       | 4   |
| 3. HVV Hollandia A | 0   |
| SC Genemuiden A    | DSQ |

Group 10
| Team              | Pts |
| ----------------- | --- |
| 1. AZ Alkmaar E   | 9   |
| 2. VV Noordwijk A | 6   |
| 3. FC Hilversum A | 1   |
| 4. ADO '20 A      | 1   |

Group 11
| Team                | Pts |
| ------------------- | --- |
| 1. RBC Roosendaal 1 | 7   |
| 2. FC Den Bosch E   | 5   |
| 3. RKSV UDI '19 A   | 2   |
| 4. GVVV A           | 1   |

Group 12
| Team              | Pts |
| ----------------- | --- |
| 1. NAC Breda 1    | 9   |
| 2. VV Baronie A   | 6   |
| 3. TOP Oss 1      | 3   |
| 4. VV Kloetinge A | 0   |

Group 13
| Team                     | Pts |
| ------------------------ | --- |
| 1. Excelsior Maassluis A | 5   |
| 2. Dordrecht'90 1        | 5   |
| 3. Türkiyemspor A        | 5   |
| 4. Kozakken Boys A       | 0   |

Group 14
| Team                  | Pts |
| --------------------- | --- |
| 1. HFC Haarlem 1      | 7   |
| 2. AFC '34 A          | 4   |
| 3. FC Lisse A         | 2   |
| 4. Rijnsburgse Boys A | 2   |

Group 15
| Team                | Pts |
| ------------------- | --- |
| 1. Veendam 1        | 9   |
| 2. FC Emmen 1       | 6   |
| 3. Harkemase Boys A | 3   |
| 4. VV Sneek A       | 0   |

Group 16
| Team                  | Pts |
| --------------------- | --- |
| 1. Excelsior 1        | 9   |
| 2. SVV Scheveningen A | 6   |
| 3. Young ADO Den Haag | 3   |
| 4. VVSB A             | 0   |

Group 17
| Team                   | Pts |
| ---------------------- | --- |
| 1. Go Ahead Eagles 1   | 9   |
| 2. AGOVV Apeldoorn A   | 4   |
| 3. Young De Graafschap | 3   |
| 4. VV Bennekom A       | 1   |

Group 18
| Team               | Pts |
| ------------------ | --- |
| 1. Helmond Sport 1 | 6   |
| 2. VV Gemert A     | 4   |
| 3. VV DOVO A       | 4   |
| 4. VVV-Venlo 1     | 2   |

Group 19
| Team                | Pts |
| ------------------- | --- |
| 1. Cambuur Leeuw. E | 7   |
| 2. FC Zwolle 1      | 6   |
| 3. Achilles 1894 A  | 4   |
| 4. Flevo Boys A     | 0   |

Group 20
| Team                    | Pts |
| ----------------------- | --- |
| 1. Twente E             | 6   |
| 2. SV Urk A             | 3   |
| 3. Sporting Flevoland A | 0   |

 E Eredivisie; 1 Eerste Divisie; A Club dilettantistici 

## Fase a eliminazione diretta

### 1º turno
Partite giocate il 22 e 23 settembre 1999
| Squadra 1       | Risultato   | Squadra 2           |
| --------------- | ----------- | ------------------- |
| Excelsior       | 2 - 1       | Emmen               |
| Eindhoven       | 2 - 1       | NAC Breda           |
| HSV Hoek        | 0 - 4       | AZ Alkmaar          |
| N.E.C.          | 3 - 0       | Spakenburg          |
| RKC Waalwijk    | 2 - 0       | Telstar             |
| Cambuur         | 0 - 1       | Zwolle              |
| Be Quick '28    | 2 - 0       | Excelsior Maassluis |
| Fortuna Sittard | 2 - 0       | Noordwijk           |
| Heerenveen      | 2 - 0       | De Graafschap       |
| Twente          | 2 - 1       | Gemert              |
| Utrecht         | 2 - 0       | Den Bosch           |
| Go Ahead Eagles | 3 - 1       | SVV Scheveningen    |
| Heracles Almelo | 3 - 0       | Volendam            |
| VV Eijsden      | 1 - 8       | Helmond Sport       |
| Quick '20       | 1 - 2       | RBC Roosendaal      |
| Dordrecht       | 5 - 0       | Groningen           |
| Haarlem         | 3 - 1       | AGOVV               |
| ADO Den Haag    | 3 - 0       | AFC '34             |
| Veendam         | 3 - 0       | Sparta Rotterdam    |
| MVV             | 2 - 3 (dts) | Baronie             |

### 2º turno
Partite giocate il 28 e 30 ottobre 1999.
| Squadra 1       | Risultato   | Squadra 2       |
| --------------- | ----------- | --------------- |
| Helmond Sport   | 12 - 1      | Be Quick '28    |
| Eindhoven       | 4 - 2       | Zwolle          |
| Excelsior       | 3 - 2       | Fortuna Sittard |
| Dordrecht       | 2 - 1 (dts) | Haarlem         |
| Go Ahead Eagles | 2 - 1       | Baronie         |
| AZ Alkmaar      | 2 - 0       | Heracles Almelo |
| RBC Roosendaal  | 2 - 0       | Veendam         |
| ADO Den Haag    | 1 - 3       | Utrecht         |
| Heerenveen      | 1 - 2       | N.E.C.          |
| RKC Waalwijk    | 2 - 0       | Twente          |

### Ottavi di finale
Giocati il 27, 28 e 30 gennaio 2000
| Squadra 1     | Risultato | Squadra 2       |
| ------------- | --------- | --------------- |
| RKC Waalwijk  | 2 - 0     | Eindhoven       |
| Helmond Sport | 1 - 2     | Willem II       |
| Roda JC       | 1 - 0     | Ajax            |
| N.E.C.        | 1 - 0     | Excelsior       |
| Dordrecht     | 1 - 0     | RBC Roosendaal  |
| PSV           | 0 - 2     | Vitesse         |
| Utrecht       | 5 - 3     | Go Ahead Eagles |
| Feyenoord     | 1 - 3     | AZ Alkmaar      |

### Quarti di finale
Giocati il 16 e 17 febbraio 2000.
| Squadra 1    | Risultato   | Squadra 2  |
| ------------ | ----------- | ---------- |
| N.E.C.       | 2 - 0       | Dordrecht  |
| Utrecht      | 0 - 1       | Roda JC    |
| RKC Waalwijk | 0 - 1       | Vitesse    |
| Willem II    | 1 - 2 (dts) | AZ Alkmaar |

### Semifinali
Giocate l'11 e 12 aprile 2000.
| Squadra 1  | Risultato       | Squadra 2 |
| ---------- | --------------- | --------- |
| AZ Alkmaar | 1 - 1 (1-4 dcr) | N.E.C.    |
| Vitesse    | 0 - 1 (dts)     | Roda JC   |

### Finale
Giocata il 21 maggio 2000.
| Squadra 1 | Risultato | Squadra 2 |
| --------- | --------- | --------- |
| N.E.C.    | 0 - 2     | Roda JC   |

| 21 maggio 2000 | N.E.C. | 0 – 2 | Roda JC |  |